# John Grogan (homme politique)
John Timothy Grogan (né le 24 février 1961) est un homme politique du parti travailliste britannique, qui est député de Selby entre 1997 et 2010 et de Keighley entre 2017 et 2019 . Il est actuellement président de la Chambre de commerce mongole-britannique (MBCC) .

## Jeunesse
Né à Halifax, West Riding of Yorkshire, Grogan fait ses études au St Michael's RC College, une école jésuite de Leeds et au St John's College d'Oxford. Il obtient un baccalauréat ès arts en histoire moderne et économie en 1982, et est également le premier président de l'Union des étudiants de l'Université d'Oxford, le premier à être élu sur une plate-forme du Parti travailliste.
Il travaille comme coordonnateur des communications avec le conseil municipal de Leeds de 1987 à 1994 avant de créer sa propre entreprise d'évènementiel de 1996 à 1997. Il travaille pour le Parti travailliste à divers titres à Leeds et à Wolverhampton. Il est également attaché de presse du Parti travailliste au Parlement européen à Bruxelles en 1995.

## Carrière parlementaire

### Selby (1997-2010)
Grogan se présente en vain pour le siège de Selby dans le Yorkshire du Nord aux élections générales de 1987 contre le député conservateur Michael Alison, perdant par 13 779 voix. Il s'y présente pour la deuxième fois aux élections générales de 1992 mais est de nouveau battu par Alison, cette fois par 9 508 voix.
Entre les élections de 1987 et 1992, il s'est également présenté sans succès pour devenir député européen de York en 1989.
Grogan est élu à la Chambre des communes lors des élections générales de 1997 pour Selby. Alors que la titulaire Alison a pris sa retraite aux élections, il bat l'ancien député conservateur de West Lancashire, Kenneth Hind, qui a perdu son siège en 1992, avec une majorité de 3836 voix. Il prononce son premier discours le 7 juillet 1997 .
Il mène la campagne pour sauver le Selby Coalfield en 2002 .
Lors des élections générales de 2005, il conserve son siège avec une majorité réduite de 467 voix. Pendant son mandat au parlement, Grogan est membre du comité restreint d'Irlande du Nord de 1997 à 2001, puis à nouveau de 2005 à 2010.
Grogan participe à la rébellion contre la loi de 2006 sur la haine raciale et religieuse, entraînant deux défaites du gouvernement sur le projet de loi et un comportement «menaçant» plutôt qu'insultant étant établi comme le test de la haine religieuse . À l'étape du comité de projet de loi public de la loi de 2010 sur la gestion des inondations et de l'eau, il propose un amendement, gagnant 8–7 contre le gouvernement . Cela garantissait que les comités régionaux de gestion des inondations et des zones côtières conservaient le pouvoir d’approuver le projet de gestion des crues de l’Agence pour l’environnement plutôt que le droit d’être simplement consulté à ce sujet.
Il fait campagne contre l'expansion proposée de l'aéroport d'Heathrow, les réformes des frais de scolarité complémentaires en 2004  et vote contre l'implication du Royaume-Uni dans la guerre en Irak en 2003 . Il est président des groupes parlementaires multipartites de la BBC, de la bière et de la Mongolie.
En 2006, Grogan confirme qu'il ne se présenterait pas aux élections générales suivantes après que des changements de limites aient été apportés à sa circonscription de Selby.
En 2010, Grogan et Tom Watson mènent l'opposition parlementaire sur les bancs du gouvernement au projet de loi sur l'économie numérique  et à la campagne parlementaire pour sauver la BBC Radio 6 Music et le BBC Asian Network de la fermeture .

### Keighley (2017-2019)
En 2013, Grogan est choisi comme candidat travailliste pour Keighley pour les élections générales de 2015 . Il perd face au candidat conservateur Kris Hopkins par une marge de 3053 voix . Il se présente de nouveau pour le siège aux élections générales de 2017, l'emportant avec une majorité de 239 voix .
Grogan est un partisan de longue date de la dévolution du Yorkshire  et depuis 2018, il est coprésident du comité One Yorkshire, qui rassemble des députés, des chefs de conseil, des entreprises et des syndicats pour faire campagne pour la dévolution dans tout le Yorkshire .
Grogan perd son siège de Keighley aux élections générales de 2019 au profit du candidat conservateur Robbie Moore .

## En dehors de la politique
De 2013 à 2015, Grogan préside le Hatfield Colliery Trust, qui est responsable de la mine appartenant aux employés près de Doncaster. C'est l'avant-dernière mine de charbon à fermer au Royaume-Uni ,.